# Kościół św. Andrzeja Boboli w Sątopach
Kościół świętego Andrzeja Boboli w Sątopach – rzymskokatolicki kościół parafialny należący do parafii pod tym samym wezwaniem (dekanat lwówecki archidiecezji poznańskiej).
Jest to świątynia wzniesiona w latach 1906 - 1908 jako zbór ewangelicki. Budowla jest murowana, otynkowana, składa się z jednej nawy oraz wieży, na której są umieszczone cztery zegary. Od 1945 roku kościół jest własnością parafii rzymskokatolickiej.
Świątynia została zbudowana pod kierownictwem radcy budowlanego Hauptnera z Poznania. Wnętrze kościoła zachowało pierwotny wystrój, m.in. w prezbiterium znajduje się śliczny witraż, przedstawiający Chrystusa nauczającego.